# 伊拉·波斯
伊拉·波斯（Eli Boggs），美國人，19世紀的海盜，活躍於珠江三角洲一帶。1852年與香港海盜勾結。伊拉·波斯非常殘酷，例如他曾把捕獲的中國商人身體切成小塊，並把肉碎放在水桶中送到岸邊作為反對干涉他的犯罪活動的警告。1857年被捕，據說是被海盜布利·希斯所捉。伊拉·波斯被判入監3年，最後被驅逐到美國。